# Isabelle Andréani (actrice)
Pour les articles homonymes, voir Isabelle Andréani et Andréani.
Œuvres principales
Un Coeur simple
La clef du grenier d'Alfred
Le moulin de la G...oulue
La Pétillante soubrette
Isabelle Andréani, née le 17 février 1971, est une actrice et metteuse en scène française.

## Biographie
Isabelle Andréani entre à l'École supérieure d'art dramatique de Paris en 1991 et a pour professeurs Danièle Lebrun, Jacques Seiler, Françoise Seigner, Roland Bertin.
Elle commence sa carrière de comédienne en alternant les pièces classiques et les créations avec Vera Feyder, Jean-Christophe Dollé, Carole Thibaut... puis devient metteuse en scène en 1997 avec La Pétillante Soubrette de Carlo Goldoni.
En 1999, Isabelle Andréani rencontre Xavier Lemaire et la Compagnie Les Larrons avec qui elle créé plusieurs spectacles dont Qui es-tu Fritz Haber ?, prix coup de cœur de la Presse du Festival off d'Avignon 2013 et Un Cœur simple de Gustave Flaubert qui lui vaut une nomination 
au Molière seul(e) en scène en 2019,,,,,.

## Théâtre

### Actrice
- 1993 : Le Médecin malgré lui de Molière, mise en scène, O. Courbier, Théâtre de Ménilmontant
- 1993 : La Peau des autres de Jordan Plevneš, mise en scène Jacques Seiler, Théâtre Sylvia Monfort
- 1994 : Les Fausses Confidences de Marivaux, mise en scène Jean-Pierre Hané, Théâtre Gérard Philippe
- 1994 : Adrienne et son amoureux, mise en scène Julien Rochefort, Ecole des Arts décoratifs
- 1994 : Le Mariage de Figaro de Beaumarchais, Festival de Caromb
- 1995 : Les Fourberies de Scapin de Molière, mise en scène Jean-Michel Paris, La Manufacture de Théâtre
- 1995 : Bal-trap de Xavier Durringer, mise en scène Didier Perrier, La Manufacture de Théâtre, Festival d'Avignon, tournée
- 1996 : Couleur de cernes et de lilas, mise en scène Didier Perrier, La Manufacture de Théâtre
- 1997 : La Pétillante Soubrette de Carlo Goldoni, mise en scène Isabelle Andréani, Théo Théâtre, Lucernaire, tournée
- 1998 : Les Folies concertantes, mise en scène Jacques Seiler, Théâtre Déjazet
- 1998 : Lautrec, le chahut des amours de et mise en scène Xavier Bouygues, Théâtre de Proposition
- 1999 : Emballage perdu, mise en scène Vera Feyder, Espace la Comedia
- 1999 : Adam, Ève et descendances... de Pascal Bancou, mise en scène Xavier Lemaire, Théâtre Essaïon
- 2000 : Le Médecin malgré lui de Molière, mise en scène Jackà Maré-Spino, Théâtre du Marais, tournée
- 2000 : Le Chant du crapaud de Louis-Charles Sirjacq, mise en scène Julian Negulesco, Théâtre de Poche-Montparnasse
- 2000 : Veillée érotique d'un soir d'été, mise en scène Richard Arselin, Bouffon Théâtre, Théâtre du Jour
- 2001 : Bessie la contrebasse, mise en scène C. Lemairié, Théâtre de la Comédie Caumartin
- 2001 : Les Patatines, mise en scène P. Verdier, S. Chaperon, Théâtre le Triomphe
- 2002 : Le Moulin de la Goulue de et mise en scène Isabelle Andréani, Bouffon-Théâtre
- 2002 : Le Killer, mise en scène Jean-Christophe Dollé, Théâtre Clavel
- 2003 : La Farce du cuvier de Jean-Pierre Andréani, tournée
- 2003 : Intérieurs de Carole Thibaut, Théâtre Jean Marais
- 2004 : Pinocchio de Goldoni, mise en scène Pascal Antonini, Théâtre Romain Rolland
- 2004 : Puisque tu es des miens de et mise en scène Carole Thibaut, Espace Germinal Fosses, Théâtre de l'opprimé, Lavoir Moderne Parisien
- 2004 : Le Bouc, mise en scène Eudes Labrusse, Jérôme Imard, Théâtre la Nacelle
- 2004 : Kroum l'éctoplasme, de Hanoch Levin, mise en scène Clément Poirée, Théâtre de la Tempête
- 2007 : Il faut qu'une porte soit ouverte ou fermée d'après Alfred de Musset, mise en scène Isabelle Andréani et Xavier Lemaire, Festival d'Avignon Off, tournée
- 2010 : Été de et mise en scène Carole Thibaut, Théâtre de l'Etoile du Nord
- 2012 : Le Jeu de l'Amour et du Hasard de Marivaux, mise en scène Xavier Lemaire, Théâtre Mouffetard, tournée
- 2012 : L'Échange de Paul Claudel, mise en scène Xavier Lemaire, Festival d'Avignon Off, tournée
- 2013 : Qui es-tu Fritz Haber ? d'après  Le Nuage vert de Claude Cohen, mise en scène Xavier Lemaire, Théâtre de Poche Montparnasse, tournée
- 2015 : La Mère confidente de Marivaux, mise en scène Xavier Lemaire, Festival d'Avignon Off, tournée
- 2015 : ZigZag de et mise en scène Xavier Lemaire, Festival off d'Avignon, tournée
- 2015 : Anna Karenina d'après Léon Tolstoï, mise en scène Cerise Guy, Théâtre 14
- 2018 : Zorba le Grec d'après Níkos Kazantzákis, mise en scène Éric Bouvron, Festival Off Avignon, tournée
- 2018 : Un Cœur simple de Gustave Flaubert, adaptation Isabelle Andréani, mise en scène Xavier Lemaire, Festival Off Avignon, Théâtre de Poche Montparnasse, tournée
- 2020-2021 : Là-bas de l’autre côté de l’eau de Pierre-Olivier Scotto, mise en scène Xavier Lemaire, Théâtre André Malraux (Rueil-Malmaison) et en 2021 au Théâtre La Bruyère Paris
- 2022 : Madame Ming de Eric-Emmanuel Schmitt, adaptation et mise en scène Xavier Lemaire, Théâtre actuel
- 2023  : Rentrée 42 de Xavier Lemaire et Pierre Olivier Scotto, mise en scène Xavier Lemaire, Festival Off Avignon, tournée
- 2025  : Madeleine Béjart, une femme libre de Pierre-Olivier Scotto et Xavier Lemaire, mise en scène Xavier Lemaire, Festival Off d'Avignon

### Mise en scène
- 1994 : À contre-voix d’Élisabeth Bouchaud, Festival d’Avignon
- 1997 : La Pétillante Soubrette de Carlo Goldoni, Théo Théâtre, Lucernaire, tournée
- 2002 : Le Moulin de la G...oulue d'Isabelle Andréani, Bouffon-Théâtre
- 2007 : Il faut qu'une porte soit ouverte ou fermée d'après Alfred de Musset, co-mis en scène avec Xavier Lemaire, Festival d'Avignon Off, tournée

## Filmographie
- 2023 : Bonnard, Pierre et Marthe de Martin Provost

## Livres audio
- Histoires de Benjamin le Lutin, César le Lézard, Chloé l'Araignée d'Antoon Krings, Collection Drôles de Petites Histoires à écouter - Giboulées (n° 5), Gallimard Jeunesse, 2005
- Histoires de Valérie la Chauve-Souris, Hugo l'Asticot, Solange la Mésange, Collection Drôles de Petites Histoires à écouter - Giboulées (n° 6), Gallimard Jeunesse, 2005
- Histoires de Pascale la Cigale, Adrien le Lapin, Adèle la Sauterelle d'Antoon Krings, Collection Drôles de Petites Histoires à écouter - Giboulées (n° 7), Gallimard Jeunesse, 2006
- Histoires de Pierrot le Moineau, Frédéric le Moustique, Margot l'Escargot d'Antoon Krings, Collection Drôles de Petites Histoires à écouter - Giboulées (n° 8), Gallimard Jeunesse, 2006
- Histoires de Zabeth la Chouette, Odilon le Grillon, Marie la Fourmi d'Antoon Krings, Collection Drôles de Petites Histoires à écouter - Giboulées (n° 9), Gallimard Jeunesse, 2007
- Histoires d'Oscar le Cafard, Patouch la Mouche, Ursule la Libellule d'Antoon Krings, Collection Drôles de Petites Histoires à écouter - Giboulées (n° 10), Gallimard Jeunesse, 2007
- Histoires de Luna la Petite Ourse, Léon, roi des Abeilles, Lulu la tortue, d'Antoon Krings, Collection Drôles de Petites Histoires à écouter - Giboulées (n° 13), Gallimard Jeunesse, 2009
- Histoires de Blaise et Thérèse les Punaises, Benjamin le père Noël du jardin, Léonard le Têtard d'Antoon Krings, Collection Drôles de Petites Histoires à écouter - Giboulées (n° 14), Gallimard Jeunesse, 2009
- Histoires de Merlin le Merle, Les tricots de Mireille, Romain le Lapin magicien d'Antoon Krings, Collection Drôles de Petites Histoires à écouter - Giboulées (n° 17), Gallimard Jeunesse, 2015

## Distinctions

### Récompenses
- Fondation de France 2008 : Prix Charles Oulmont pour l'écriture de La clef du grenier d'Alfred
- Festival off d'Avignon 2013 : Prix coup de cœur de la Presse pour Qui es-tu Fritz Haber ?

### Nomination
- Molières 2019 : Molière seul(e) en scène pour Un Cœur simple